# István Szívós sr.
István Szívós (Szeged, 20 augustus 1920 – Boedapest, 22 juni 1992) was een Hongaars waterpolospeler en wedstrijdzwemmer.
István Szivós sr. nam als waterpoloër driemaal deel aan de Olympische Spelen in 1952, 1952 en 1956. Tijdens de finale ronde van het toernooi van 1956 nam hij deel aan de bloed-in-het-waterwedstrijd. Hij veroverde een tweemaal een gouden en eenmaal zilveren medaille.
Op de Olympische Spelen van 1948 nam Szivós ook deel als zwemmer aan de 200 meter borstcrawl.
In de competitie kwam Szivós uit voor Magyar Testgyakorlók Köre en Budapesti Vasutas Sport Club.
István Szívós is de vader van István Szívós jr. die ook voor Hongarije deelnam aan de Olympische Spelen.
Jenő Brandi · 
Oszkár Csuvik · 
Dezső Fábián · 
Dezső Gyarmati · 
Endre Győrfi · 
Miklós Holop · 
László Jeney · 
Dezső Lemhényi · 
Pál Pók · 
Károly Szittya · 
István Szívós sr.
Róbert Antal · 
Antal Bolvári · 
Dezső Fábián · 
Dezső Gyarmati · 
István Hasznos · 
László Jeney · 
György Kárpáti · 
Dezső Lemhényi · 
Kálmán Markovits · 
Miklós Martin · 
Károly Szittya · 
István Szívós sr. · 
György Vizvári
Antal Bolvári · 
Ottó Boros · 
Dezső Gyarmati · 
István Hevesi · 
László Jeney · 
Tivadar Kanizsa · 
György Kárpáti · 
Kálmán Markovits · 
Mihály Mayer · 
István Szívós sr. · 
Ervin Zádor